# 2025年世界水泳選手権エリトリア選手団
2025年世界水泳選手権エリトリア選手団は、2025年7月11日から8月3日までシンガポールで開催された第22回世界水泳選手権のエリトリア選手団、およびその競技結果。

## 選手団
- 人員: 選手 2人

## 選手名簿・結果
| 選手             | 種目              | 予選   | 予選 | 準決勝   | 準決勝   | 決勝     | 決勝     |
| 選手             | 種目              | 結果   | 順位 | 結果     | 順位     | 結果     | 順位     |
| ---------------- | ----------------- | ------ | ---- | -------- | -------- | -------- | -------- |
| アーロン・オウス | 男子50m自由形     | 24秒17 | 73位 | 予選敗退 | 予選敗退 | 予選敗退 | 予選敗退 |
| アーロン・オウス | 男子50mバタフライ | 25秒76 | 72位 | 予選敗退 | 予選敗退 | 予選敗退 | 予選敗退 |
| ハーメラ・メルケ | 女子50m自由形     | 31秒33 | 91位 | 予選敗退 | 予選敗退 | 予選敗退 | 予選敗退 |